# Eton (Georgia)
Eton è una città degli Stati Uniti d'America, situata in Georgia, nella Contea di Murray.